# Alexander Kohut
 (août 2024).
Si vous disposez d'ouvrages ou d'articles de référence ou si vous connaissez des sites web de qualité traitant du thème abordé ici, merci de compléter l'article en donnant les références utiles à sa vérifiabilité et en les liant à la section « Notes et références ».
Pour l’article homonyme, voir Kohut.
Alexander Kohut est un rabbin progressiste et orientaliste du XIXe siècle (Kiskunfélegyháza, Hongrie, 22 avril 1842 - New York 25 mai 1894). 

## Éléments biographiques

### Jeunes années
Alexander (Yehouda Hanokh) Kohut est issu d'une longue lignée de rabbins, au sein de laquelle se sont illustrés son arrière-grand-père, le rabbin Israël Palota, Rabbi Amram (dit « le Gaon, » par allusion à Amram Gaon), mort à Safed, en terre d'Israël, où il avait passé les dernières années de sa vie, et son arrière-grand-oncle, le rabbin Chayyim Kitssee, rabbin d'Erza, et auteur de plusieurs ouvrages rabbiniques. 
Son père, Jacob Kohut, bien que lui-même grand érudit, est pauvre au point de ne pouvoir fournir aucune éducation, ni profane, ni religieuse, à son fils avant l'âge de ses huit ans. C'est lors de leur déménagement à Kecskemet qu'Alexander commence à fréquenter le Gymnase, étudiant le Talmud auprès d'un vieil érudit, Reb Gershom Lövinger. Sa vocation se manifeste dans sa quinzième année, alors qu'il essaye de déchiffrer quelques mots étrangers dans le Talmud à l'aide du Dictionnaire de Landau : il conçoit le projet d'écrire un lexique complet du Talmud, n'ayant pas trouvé l'étymologie de nombreux mots dans le Landau.

### Les années hongroises
Après avoir quitté le Gymnase de Kecskemet, il se rend à Budapest puis, soucieux de poursuivre des études rabbiniques, au Séminaire de Breslau. En 1865, il accepte un poste de rabbin à Tarnowitz, en Haute-Silésie. Il retourne ensuite à Breslau, consacrant une année à la philologie orientale et sémitique. L'année précédente, il avait passé son doctorat à l'Université de Leipzig, sa thèse étant intitulée Ueber die Jüdische Angelogie und in Ihrer Daemonologie in Ihrer Abhängigkeit vom Parsismus. Le travail, publié par la Deutsche Gesellschaft Morgenländische en 1866, est le premier travail juif à être publié sous les auspices de cette société. Il obtint son diplôme rabbinique en 1867, et est presque aussitôt institué rabbin de Stuhlweissenburg, en Hongrie. Le baron Joseph von Eötvös, célèbre poète et romancier hongrois, futur ministre de l'éducation et des affaires culturelles, le nomme surintendant directeur de toutes les écoles du district, un tel poste revenant pour la première fois à un Juif. Il est, en outre, nommé secrétaire lors du Congrès des notables juifs qui se tient à Budapest en 1868. 
En 1872, il est élu grand rabbin de Fünfkirchen, où il reste huit ans. Sa réputation d'orateur en hongrois se répand au point que de nombreux personnages connus de l'État et de l'Église se déplacent de loin pour l'entendre.
En 1880, Kohut officie à Grosswardein (Oradea), alors en Hongrie et aujourd'hui en Roumanie, où il reste jusqu'en 1884. À Grosswardein, il fait la connaissance de Kálmán Tisza, Premier ministre de Hongrie, qui, l'ayant entendu parler lors d'une réunion nationale de notables, est si enthousiasmé par son éloquence qu'il discute avec lui de la possibilité de l'appeler au parlement hongrois comme représentant des Juifs. Cependant, Kohut fait route vers les États-Unis en 1885, et y demeure jusqu'à sa mort.

### New York
En 1885, Kohut est élu rabbin de la Congrégation Ahavath Chesed à New York. Son arrivée aux États-Unis est le signal de ralliement pour les forces conservatrices du judaïsme américain, et il subit avant peu les assauts parfois violents menés par l'aile réformiste radicale, en particulier Kaufmann Kohler. Une série de conférences sur les Pirké Avot, dont seule la première partie a été imprimée sous forme de livre (New York, 1885), manifeste clairement les tendances conservatrices de Kohut en matière de tradition, et cette attitude ainsi que l'influence qu'elle produit sur l'esprit du public est si marquée que les dirigeants du mouvement réformé se sentiront obligés de convoquer la conférence de Pittsburg, au cours de laquelle l'accent est mis sur leurs propres points de vue avancés et leur indépendance par rapport aux traditions historiques du passé.
Kohut s'associe avec Sabato Morais pour fonder le Jewish Theological Seminary of America à New York, qui deviendra ultérieurement, sous l'impulsion de Solomon Schechter, le centre du judaïsme conservative, un mouvement juif progressiste plus attaché que le judaïsme réformé aux traditions, mais de manière nettement plus souple que le judaïsme orthodoxe. Alexander Kohut fait partie de son conseil consultatif, et y exerce les fonctions de professeur de méthodologie talmudique jusqu'au jour de sa mort. 
En 1889, à l'occasion de l'achèvement de son Aruch Completum, il reçoit de nombreuses distinctions, venant notamment de divers organismes culturels en Europe. En 1891, il est nommé examinateur en études rabbiniques au Columbia College. En mars 1894, alors qu'il prononce en chaire un vibrant éloge funèbre pour Lajos Kossuth, il est frappé d'une attaque et, après une agonie de quelques semaines, expire la veille du chabbat, le 25 mai 1894. 
Un volume contenant divers discours et hommages est publié peu après, par la Congrégation Ahavath Chesed, en 1894, à New York. Son fils, G. A. Kohut, en fait paraître un autre à Berlin en 1897, avec des articles de quarante-quatre érudits connus en Europe et en Amérique et intitulé Semitic Studies in Memory of Rev. Dr. Alexander Kohut. Ce dernier ouvrage contient des souvenirs sur la vie de Kohut, dus à son frère, le Dr Adolph Kohut.

## Œuvres

### Aruch Completum
L’Aruch Completum est une édition critique de l’Aroukh de Nathan ben Yehiel, et l'œuvre de la vie de Kohut. 
C'est en 1864 qu'il commence à rassembler des matériaux. La première compilation du Dictionnaire du Talmud est entamée vers 1873, et est rédigée entièrement en allemand. Encouragé par la promesse d'un noble chrétien de prendre à sa charge tous les frais de publication, Kohut se rend compte, arrivé à la troisième lettre de l'alphabet, que le travail prend des proportions gigantesques au point qu'il lui est impossible de rester confiné à l'intérieur des limites projetées. Il réécrit ses notes, en se proposant de publier le texte original de l’Aroukh avec un commentaire en allemand. 

Leopold Zunz et Salomon Buber lui ayant fait valoir que l’Aroukh est un classique national, il reprend une troisième fois son travail, en hébreu ; la tâche de la copie l'occupe deux années de plus. Le premier volume est publié en 1878. Dans l'intervalle son mécène était mort, et tous les frais pèsent désormais sur Kohut seul, à l'exception d'une subvention de l'Académie des sciences de Vienne et une autre du ministère de l'Éducation et de la culture de Berlin. 
Les quatre premiers volumes seront imprimés pendant ses années hongroises, les quatre derniers au cours de son séjour en Amérique, le tout couvrant une période de quatorze ans (Vienne, 1878-92) ; le supplément paraît dans une maison d'édition new-yorkaise, et l'ouvrage total remplit plus de 4000 pages en colonne double. 
Sept manuscrits de l’Aroukh auront été utilisés par l'auteur dans la détermination de l'étymologie des mots, et d'innombrables passages douteux et corrompus dans le Talmud seront ainsi corrigés et restitués. Dans une étude spéciale et très poussée (imprimée dans le supplément), Kohut identifie les sources de Nathan ben Yehiel, qui n'avaient souvent pas été reconnues, mais le défend également des accusations de plagiat, affirmant que c'est à juste titre que l’Aroukh a été reconnu comme l'un des monuments de la littérature hébraïque.

### Autres
Une liste complète de ses écrits publiés a été compilée par son fils, G. A. Kohut, dans les Proceedings of the Fourth Biennial Convention of the Jewish Theological Seminary Association (New York, 1894) et dans Tributes to the Memory of Rev. Dr. Alexander Kohut, pp. 49-64 (ib. 1894).
Parmi ses travaux littéraires parus entre 1868 et 1872 figurent son étude intitulée Etwas über die Moral und Tobias Abfassungszeit des Buches, publiée à l'origine dans le dixième volume de la Judische Zeitung'. d'Abraham Geiger, plusieurs monographies dans la Z.D.M.G. où étaient développée sa thèse originale concernant l'influence perse sur le judaïsme, et son Kritische Beleuchtung der Persischen Pentateuch-Uebersetzung des Jakob ben Joseph Tavus (Leipzig, 1871). Il préparait aussi une édition critique du texte persan de cette version. 
Il publie aussi en 1881 A Szidók Története, a Biblia Befejezésctöl a Jelenkorig, un manuel d'introduction à la Bible, adopté dans de nombreuses écoles de Hongrie, et traduit la Bible en hongrois. Une partie du manuscrit a cependant été perdue, et le travail n'a jamais été imprimé.

## Sources
- (en) Cet article est partiellement ou en totalité issu de l’article de Wikipédia en anglais intitulé « Alexander Kohut » (voir la liste des auteurs).